# Гончаров (Львовская область)
Гончаров (укр. Гончарів) — село в Бобрской городской общине Львовского района Львовской области Украины.
Население по переписи 2001 года составляло 87 человек. Занимает площадь 1,2 км². Почтовый индекс — 81250. Телефонный код — 3263.